# Rhadinobracon zarudnyi
Rhadinobracon zarudnyi är en stekelart som först beskrevs av Telenga 1936.  Rhadinobracon zarudnyi ingår i släktet Rhadinobracon och familjen bracksteklar. Inga underarter finns listade i Catalogue of Life.